# Prunyoner

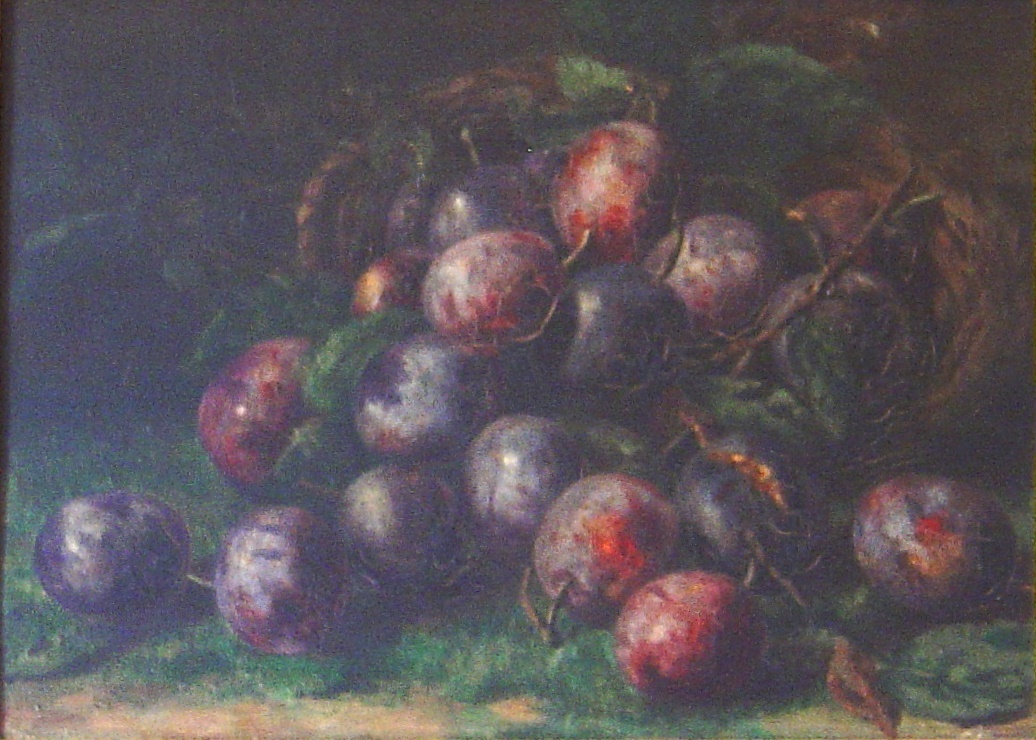
Prunes negres o prunyons apareixen en aquesta pintura pertanyent a la col·lecció dels ducs de Lorena. Per la qual cosa es prefereix anomenar aquest quadre Quiterie. Datat vers el 1840.

El prunyó és el fruit del prunyoner, un dels cultivars de la prunera de Damasc, Prunus domestica subsp. insititia.
Es tracta d'una pruna petita que madura a mitjan agost i que al centre d'Europa està disponible als mercats fins a l’octubre. Sota el seva pell morada, s'amaga una carn dolça i acídula, d’un groc daurat lleugerament fosc. La seva forma és oblonga i carnosa.
És particularment estès a Bèlgica, Luxemburg, al Franc Comtat de Lorena, Alsàcia, Alemanya, Suïssa i Àustria. En llengua francesa el prunyó s'anomena quetsche, però rep el nom de quiterie a la regió del Grand Est de França, excepte a Alsàcia on es diu zwatchka, d’on surt la famosa zwatchkawaya, pastís de prunyons. A la Suïssa francòfona com al Franc Comtat, se l’anomena pruneau (com la pruna seca en francès cosa que porta a confusió).
Fins i tot es cultiva a Canadà, a la província d’Ontario, on es comercialitza com a pruna negra.

## Etimologia
Quetsche [kwɛtʃ ] és el mot francès, d'origen luxemburguès, variant del mitjà-alemany normatiu Zwetsche, Zwetschge « prunera comuna, Prunus domestica subsp. domestica », primitivament Twetzschen, que fou manllevat del francoprovençal o gal·lo-itàlic * davascena (cf. jurassià daveigne, franc-comtès davdgna), descendent del llatí tardà damascēna, manllevat al seu torn al grec damaskênon, que significa « pruna de Damasc ».
En català l'arbre rep el nom de prunyoner, prinyoner i barruler, mentre que el fruit es diu prunyó, prinyó o brunyó.

## Ús
El prunyó es consumeix com fruita de taula, en melmelada, en pastís o en sorbet.
A la Lorena, Alsàcia i a la regió de Bâle, la quetsche és un aiguardent obtingut per destil·lació de prunyons fermentats. Es consumeix tan en fred com a la temperatura d'una tassa de cafè. Formava part del diaprun solutif de la farmacopea marítima occidental del segle XVIII.
N'és la base del Pflaumenmus i del Powidl.
S'utilitza igualment en l'elaboració del pastís de prunes seques, el dia del dejuni ginebrí.
També es pot utilitzar per a l'obtenció d'alcohol com el slivovitz a certs països de l'est d'Europa.

## Botànica
Nom botànic : Prunus domestica subsp. insititia (L.) Bonnier et Layens. / Prunus insititia.
Descripció : fruit oval, roig pàl·lid, violeta (certes variants grogues), de carn saborosa, lleugerament acidulada.
- Floració : primavera.
- Exposició : sol.
- Tipus de terra : normal.
- Resistència : -20 °C.
- Collita : agost.

### Varietats
Existeixen nombroses varietats de prunyons : una variant blanca poc coneguda s'anomena quetsche blanche de Létricourt. Té la mateixa forma i consistència que un prunyó, però és de color groc clar amb un sabor més dolç i menys acidulat. A Anglaterra, en particular al comtat de Shropshire, es fa una varietat de prunyó (angl. damson) més petit que els coneguts a França i amb el qual es prepara melmelada.

## Galeria d'imatges

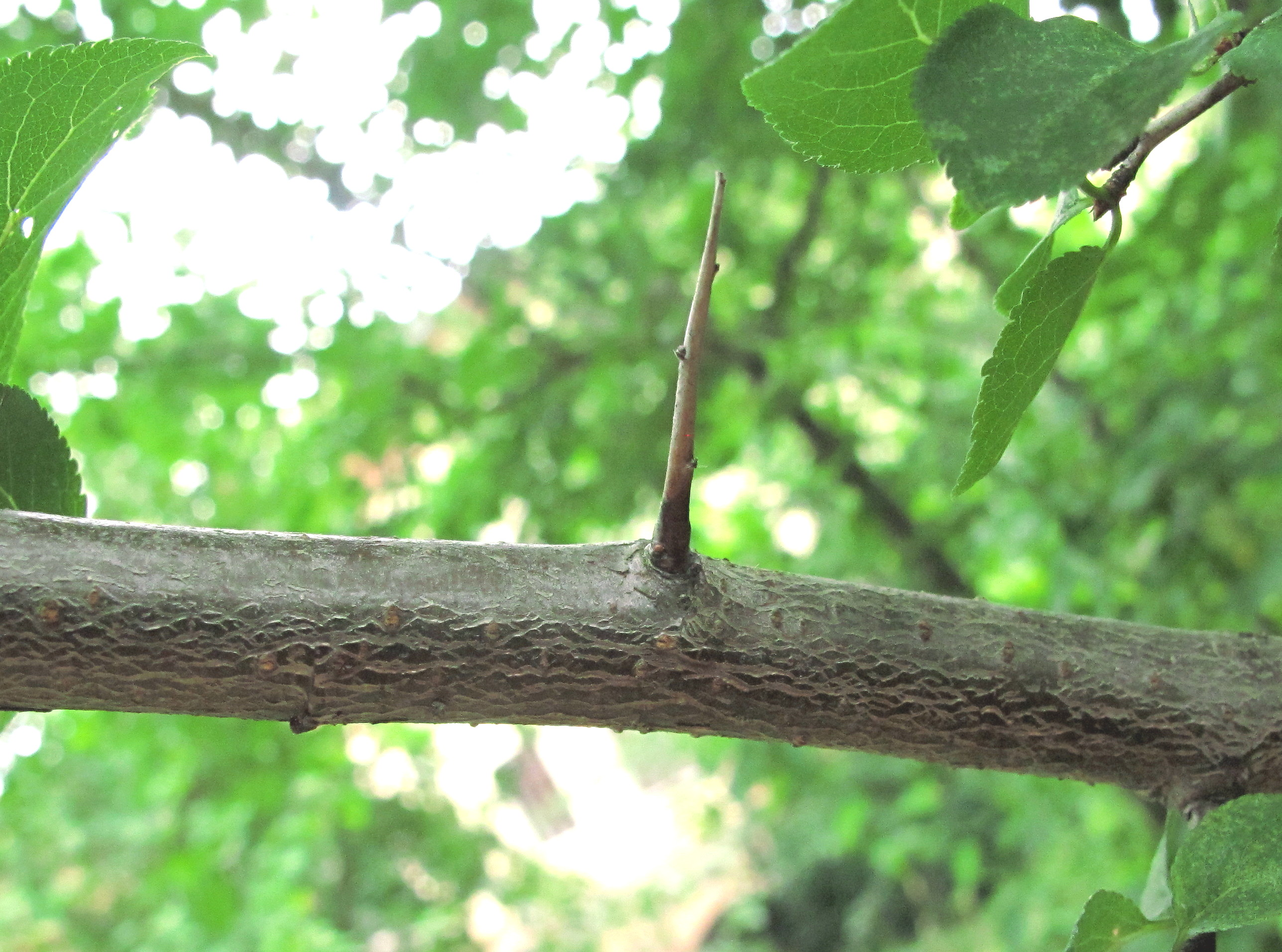
Espina
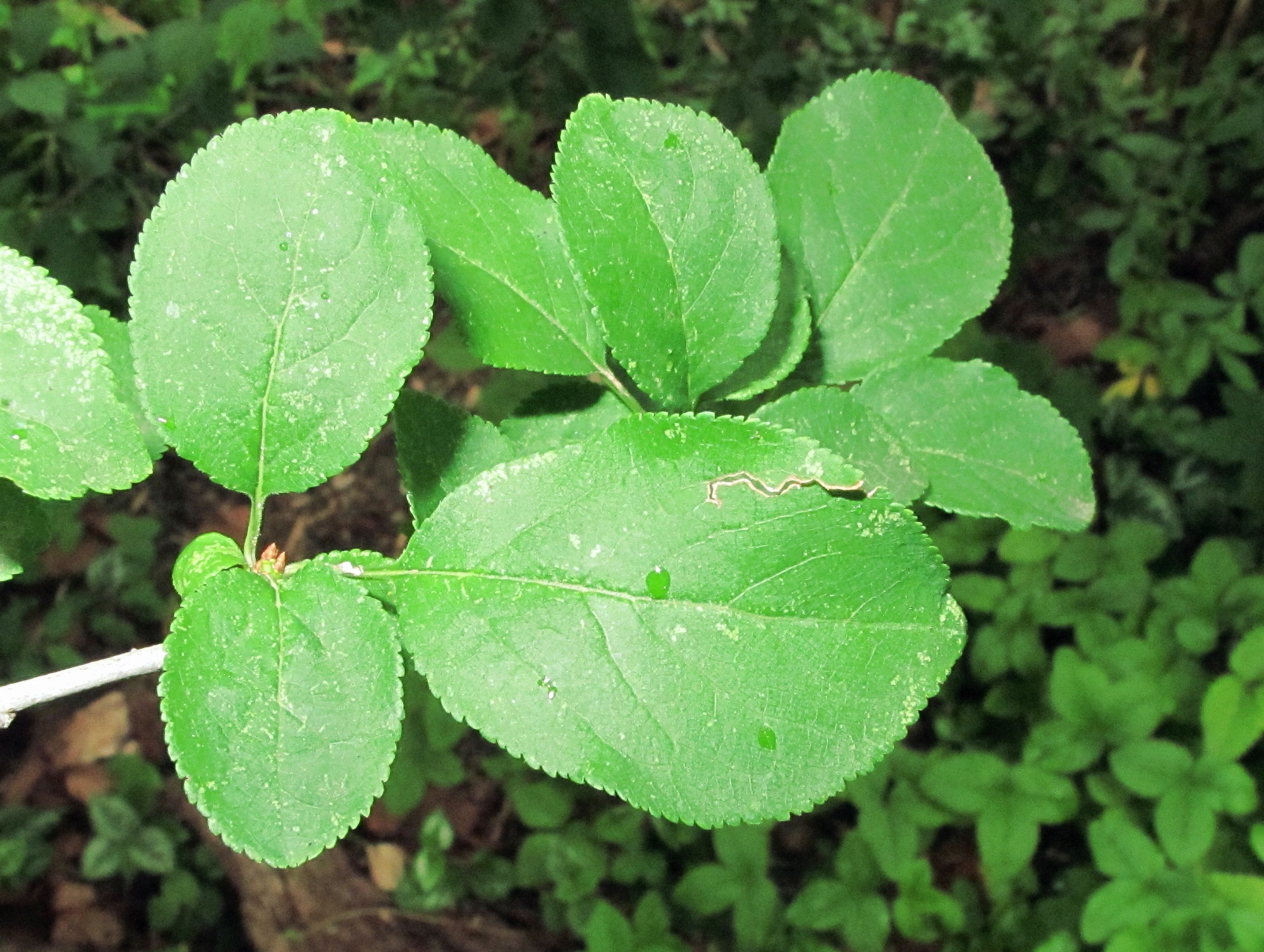
Fulla
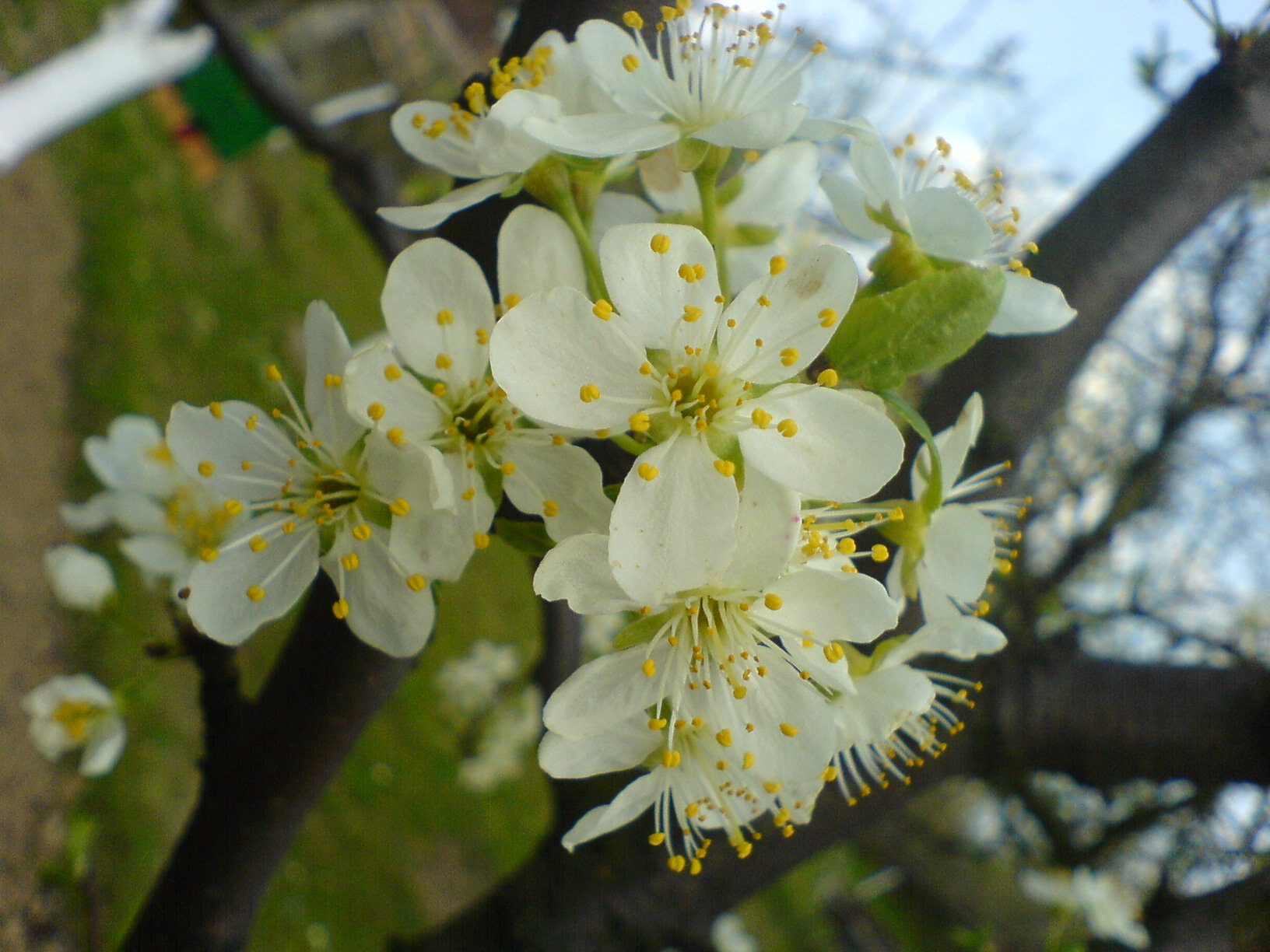
Flor
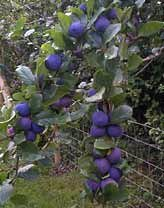
Fruit